# Tagawa
Tagawa è una città giapponese della prefettura di Fukuoka.